# Jesús Aparicio-Bernal
Jesús Aparicio-Bernal Sánchez (Madrid, 15 de junio de 1929-Madrid, 19 de junio de 2024), también conocido como «Aparicio-Bernal», fue un jurista, político y empresario español que desarrolló la mayor parte de su carrera política durante la dictadura franquista.

## Biografía
Se licenció en Derecho y empezó sus estudios de doctorado y de Cátedras en la Universidad Central de Madrid (hoy Universidad Complutense de Madrid), en la que impartió clases de Derecho Mercantil como profesor adjunto.
Fue procurador en las Cortes franquistas por representación sindical en 1955, 1958 y 1961; y por la representación familiar de Alicante entre 1967 y 1977. Fue, además, jefe nacional del Sindicato Español Universitario (SEU) entre 1957 y 1962. En 1963 fue designado presidente del Sindicato Nacional del Papel, Prensa y Artes Gráficas.
El 26 de marzo de 1964, Manuel Fraga, entonces ministro de Información y Turismo, lo nombra director general de Radiodifusión y Televisión, puesto en el que permanece hasta el año 1969. A Jesús Aparicio-Bernal Sánchez le correspondió, unos meses después, inaugurar los estudios de Prado del Rey. Durante esta etapa incorporó a la RTVE su equipo de colaboradores del SEU que más tarde desempeñaría un papel fundamental en la Transición Española, como Adolfo Suárez, Rodolfo Martín Villa, Juan José Rosón, Jesús Sancho Rof, Eduardo Navarro y otros. 
Posteriormente, ya fuera de la política, su actividad profesional la dedica al ejercicio de la abogacía y al mundo de los negocios: Consejero de Exploraciones Petrolíferas del Sahara, presidente de la Empresa Nacional de Petróleos de Navarra, director general de Celulosas de Extremadura, S.A., del grupo Sarrió Compañía Papelera de Leiza, presidente de Ageurop Ibérica, S.A., vicepresidente ejecutivo de la Compañía de Telecomunicaciones ENTEL, S.A., presidente de la Banca Masabeu, vicepresidente de Cliner, S.A. y otros.
De vuelta al mundo de los medios fue fundador y presidente de la revista de información general Época, dedicándose también a la dirección de empresas del sector inmobiliario.
Se le han otorgado las Grandes Cruces del Mérito Naval, Aeronáutico, Militar y al Mérito Agrícola, así como la de la Orden de África y el grado Commandeur de l´Ordre National du Mérite de la République Francaise.
En 2018 Aparicio-Bernal publicó el ensayo No te lo creas: La dudosa credibilidad de los dogmas de fe, fruto del estudio acerca de las creencias y las religiones durante toda su vida. La presentación del libro en Madrid, a la que asistió entre otros el exministro Rodolfo Martín Villa, causó cierto impacto mediático. Con esta obra, el que fuera alto cargo franquista se revelaba a la opinión pública como un ateo militante, calificando el lanzamiento del libro (plagado de críticas a la Iglesia católica y descrito como «compendio ateo») de «servicio público», y manifestando que su intención era «desmontar las fábulas que han sido pilares de la religión católica, así como las evidentes incongruencias de sus enseñanzas».
| Predecesor: Roque Pro | Director general de Radiodifusión y Televisión 19 de abril de 1964-14 de mayo de 1969 | Sucesor: Adolfo Suárez |